# 염불작법
염불작법(念佛作法)은 울산광역시 동구 등용사에 있는 조선시대의 책이다. 2016년 2월 4일 울산광역시의 문화재자료 제25호로 지정되었다.

## 개요
염불작법은 염불의 절차를 순서대로 서술한 염불의식집이다. 의식 절차의 종류나 순서는 판종(版種)에 따라 차이를 보이고 있다.
염불이란 아미타불을 염하는 것으로서 마음과 입으로 아미타불을 생각하고[念], 암송[誦]하는 것을 일컫는다. 불교에서는 일찍부터 나무아미타불(南無阿彌陀佛)을 염불하여 극락정토에 왕생하는 것을 정토신앙의 요체로 삼았는데, 조선시대에는 『염불작법』,『 대미타참략요초요람보권염불문(大彌陀懺略要抄要覽普勸念佛文)』,『 예념왕생문(禮念往生文)』등의 염불에 관련된 서적이 간행되어 아미타신앙이 크게 유행하였다.
염불작법은 판종 수가 적고 전해지는 판본도 매우 드물어 1572년 개천사판(開天寺版), 1575년 용천사판(龍泉寺版), 1577년 용천사판, 1628년 수연사판(隨緣寺版) 등만이 알려져 있다.
등용사에서 소장하고 있는 염불작법은 1628년에 수연사에서 간행한 목판본이다. 선장본 형태의 1책 완본으로 크기는 26.8×19.0cm이다.
이 책의 본문 구성은 정구업진언(淨口業眞言), 정삼업진언(淨三業眞言), 개경게(開經偈), 개법장진언(開法藏眞言), 천수다라니(千手陀羅尼), 삼종정관(三種淨觀),불보살통찬(佛菩薩通讚), 차십상(次十相), 왕생게(王生偈), 여래십대발원(如來十大發願), 보통축원(普通祝願), 아미타불사십팔원(阿彌陀佛四十八願), 염불문
(念佛門), 삼종정관(三種淨觀), 송(頌), 미심염불개시윤회(迷心念佛皆是輪廻), 관세음보살모다라니(觀世音菩薩姥陀羅尼), 왕생정토주(王生淨土呪)의 순서로 되어 있다.
권미에 있는 간기를 통하여 1628년 6월에 전라도 영광 수연사에서 일명(日明)이 간행했음을 알 수 있다.

## 참고 자료
- 염불작법 - 국가유산청 국가유산포털